# Alfa-ketoglutaarzuur
Alfa-ketoglutaarzuur of α-ketoglutaarzuur is een van de twee ketonderivaten van glutaarzuur. Het is een kleurloze, vaste stof die kristallen vormt en praktisch reukloos is. Het zuurrestion van α-ketoglutaarzuur wordt α-ketoglutaraat genoemd en is een belangrijke organische verbinding die in veel stofwisselingsroutes ontstaat. Het andere derivaat van glutaarzuur is β-ketoglutaarzuur, dat in natuurlijke omstandigheden vrijwel niet voorkomt.
Het anion α-ketoglutaraat is een belangrijke metaboliet. Het kan ontstaan door de deaminering van het aminozuur glutamaat onder invloed van het enzym glutamaatdehydrogenase. α-Ketoglutaraat is ook een tussenproduct van de citroenzuurcyclus, waar het wordt gevormd door de oxidatieve decarboxylering van iso-citroenzuur onder invloed van iso-citroenzuurdehydrogenase. Hierbij wordt succinyl-CoA gevormd, een combinatie van barnsteenzuur en co-enzym A. α-Ketoglutaraat speelt eveneens een belangrijke fysiologische rol als een stikstoftransporteur in cellen en als een tussenproduct tussen twee antagonistische neurotransmitters: het exciterende glutamaat en het inhiberende γ-aminoboterzuur (GABA). Daar speelt het een rol bij de afbraak van ammoniak in de hersenen.

## Functies
α-Ketoglutaraat is een belangrijk tussenproduct in de citroenzuurcyclus, dat na iso-citroenzuur en vóór succinyl-CoA ontstaat. Biochemische reacties waarbij dit soort tussenproducten worden gevormd (zogenaamde anaplerotische reacties), kunnen de cyclus op dit moment aanvullen door de vorming van α-ketoglutaraat uit glutamaat (transaminering), of onder invloed van het enzym glutamaatdehydrogenase.
Het aminozuur glutamine kan worden gesynthetiseerd uit glutamaat door glutaminesynthetase. Dit enzym gebruikt een ATP-molecuul om glutamylfosfaat te vormen: een tussenproduct dat door een nucleofiel ammoniak-molecuul wordt omgezet in glutamine en vrij fosfaat. In bepaalde organismen kan deze reactie nog verder verlopen, waarbij uiteindelijk ook proline, arginine en lysine kan ontstaan.